# Sergio De Loof
Sergio de Loof (Buenos Aires, 18 de septiembre de 1962-Ibidem, 22 de marzo de 2020) fue un artista argentino del under porteño.
Hijo de Blanca Nieves Picollo De Loof y Enrique Alfredo De Loof. Cursó sus estudios primarios en el Colegio Parroquial Dr. Pedro Ignacio Castro Barros de Remedios de Escalada, Buenos Aires y sus estudios secundarios en la ENAM, Escuela Normal Antonio Mentruyt de Banfield, también en la provincia de Buenos Aires. Luego, en 1983 comienza sus estudios en la Escuela Nacional de Bellas Artes Manuel Belgrano de Buenos Aires, aunque no llega a cursar allí toda la carrera académica artística.  

## Trayectoria
Sergio De Loof fue un artista autodidacta y multifacético. Escenógrafo, diseñador, pintor, fotógrafo y ambientador. Durante el contexto de posdictadura fundó refugios de artistas y espacios culturales como Bolivia Bar (1989), las discotecas - restorán El Dorado (1990), el Sheiq (1992) Morocco (1993) y la discoteca Ave Porco (1994), Club Caniche (1995), Café Remis Paris (1998), El Diamante (2003), Pipi-Cucú (2004). 
Su obra asume que el hecho estético se evidencia aún en los entornos de la cotidianidad, hasta en aquello que las sociedades clasifican como consumo barato, descartable o desechable. Desde esa perspectiva, en sus Fashion Happenings desfilaban modelos no convencionales que vestían prendas realizadas con materiales alternativos, basura o ropa donada. Entre ellos se destacan Latina Winter by Cotolengo Fashion (1989), Encantadores vestidos (1990), Cualquier Chanel (1994), Laguna (1997), Torta de Barro (1998), Guau! (2000), Winter (2001), La Comadreja (2002), El Viento (2009) y Joya Gato (2015).
En agosto de 1989 presentó su primera colección de indumentaria en el Garage Argentino. Se trató de Latina Winter by Cottolengo Fashion. El artista creó y diseñó la colección recurriendo a retazos y prendas de segunda mano del Cotolengo Don Orione en Pompeya. En el desfile de presentación de la colección desfilaron más de setenta modelos. Los diseños recreaban la historia del traje desde la antigüedad hasta los 90, de la Francia aristocrática, pasando por Chanel y vestimenta típicamente mexicana al tipo look de la modernidad noventista, sello del estilo joven de aquellos años posdictadura. Además desfilaron modelos vestidos de soldados que presentaban golpes y usaban muletas, una reivindicación a las entonces recientes heridas abiertas que había sufrido nuestra sociedad, como consecuencia de la participación en la Guerra de Malvinas. 
En línea con el diseño de autor que empezaba a desarrollarse en Argentina con fuerte impacto en marzo de 1989, durante la Primera Bienal de Arte Joven, De Loof creó una estética de diferenciación y subjetividad extrema, contrapuesta a la uniformidad de la indumentaria que proponían las grandes marcas de ropa. Fue De Loof quien gestó un nuevo estilo de transición entre el underground nihilista de los 80 y la posmodernidad noventista, una sensibilidad que luego tuvo su repercusión en las estéticas artísticas de un espacio de arte como Belleza y Felicidad e incluso en los ámbitos de otro lenguaje artístico, como el de la música, en el de la banda de rock alternativo Babasónicos.
De Loof incursionó, además, en otros lenguajes como el videoarte y la fotografía. Entre aquellas piezas audiovisuales más destacadas vale mencionar El Cairo y El final del desierto (1986), mientras en su producción fotográfica se distinguen 20 Portraits of Argentinian Artists (2000) y El buscador I, II, y III (2004 -2014), en las cuales retrata a personajes icónicos de la escena porteña. 
Otra original faceta del artista se pone de manifiesto en su rol de socio fundador de la revista Wipe (1997). Se trata de una publicación gratuita cuyo fin es el de dar a conocer información actualizada de los ámbitos sociales, artísticos y culturales de Buenos Aires. La revista permanece en circulación.
Expuso obra y presentó desfiles en la Fundación PROA, Alianza Francesa, Goethe Institut Buenos Aires, Bienal do Merco Sul, ArteBa, Museo de Arte Moderno (MAMBA), Centro Cultural Teatro Municipal General San Martín, Museo Fernández Blanco, Centro Cultural Recoleta, Centro Cultural Ricardo Rojas de la Universidad de Buenos Aires (UBA), Museo de Arte Latinoamericano (MALBA), Fundación ISBC y en las galerías de Arte Ruth Benzacar, Foster Catena Galería, Belleza y Felicidad, Braga Menéndez Schuster Arte Contemporáneo, Agatha Couture, Corina K, Galería Revolver y La Guillotina.
Por invitación de Victoria Noorthoorn realiza el desfile El viento en la apertura de la 7.ª Bienal de Porto Alegre (2009).

## Reconocimientos y homenajes
El 28 de noviembre de 2019 el Museo de Arte Moderno de Buenos Aires, dependiente del Ministerio de Cultura del Gobierno de la Ciudad, inauguró la exposición Sergio De Loof: ¿Sentiste hablar de mí?
La exhibición fue la respuesta de Sergio De Loof a la invitación del Museo Moderno a celebrar su impronta y su legado. Con curaduría de Lucrecia Palacios, la primera exposición antológica del artista reunía sus trajes, creaciones, films y videos realizados desde mediados de los años ochenta hasta 2020. Se presentaron nueve grandes ambientaciones en las que De Loof imaginó nuevas formas para desplegar esos materiales. El resultado fue una obra monumental que incluyó pasillos palaciegos, obras de teatro, un carnaval y una tienda que vendía sus creaciones, entre otros espacios.
La apertura de la exposición contó con la participación de la Banda Sinfónica de la Ciudad de Buenos Aires bajo la dirección de Mario Perusso y Lito Valle. Además, la muestra estuvo acompañada por un libro publicado por el Museo de Arte Moderno de Buenos Aires que incluye ensayos y un dossier documental con imágenes y testimonios.
En 2017, Socios Honorarios, artistas y amigos donaron obra para su posterior subasta en Galería Cosmocosa de Amparo Discoli a beneficio de La Guillotina, https://www.facebook.com/LaGuillotinaClub club de arte originado por Sergio De Loof y sus socios fundadores Laura Bastet Barranco, Andrés Castro, Georgina Gil Castro, Isa Aquino y Cecilia Alvis. Quienes se sumaron a colaborar con la donación de obras fueron: Juan Aguerre, Marcelo Alzetta, Isabel Aquino, Fernando Arto, Alejandro Baranek, Batato Barea (obra donada por Seedy González Paz, Javier Barilaro y Catalina Pérez Andrade, Cecilia Biagini, Florencia Bothlingk, Fabián Burgos, Facundo Ceraso, Marina De Caro, Sergio De Loof, entre muchos otros Con lo recaudado y el apoyo de Amalia Amoedo, su mecenas, se montó la muestra Trucha. El 29 de julio, todos quienes donaron obra fueron invitados al banquete, coronación y pre opening de la muestra en la Galería Revolver. Finalmente no se logró alcanzar el monto de dinero necesario para realizar el montaje del espacio de arte, fue entonces que Sergio De Loof decidió viajar a Brasil para filmar un documental reality que, con el tiempo, se tituló Copacabana Papers.
Durante l2017 y 2018, Sergio de Loof junto a la artista y amigo Cristián Dios y Fernando Portabales viajaron Río de Janeiro para rodar allí el documental Copacabana Papers que luego ingresó a la lista de filmes a proyectarse en el BAFICI 2021, y además se integró a las películas en competencia del festival.
Otro de los galardones recibido por el documental Copacabana Papers fue el premio al mejor Largometraje Experimental otorgado durante la ceremonia de premiación del festival anual internacional Sharjah Film Platform, el 30 de octubre de 2022.
En cuanto a producciones filmográficas que cuentan con el protagonismo de Sergio De Loof cabe destacar Una historia del trash rococó, documental dirigido por Miguel Mitlag (1999-2009) y El Monarca, Excéntricos e Superilustrados, Museo de Arte Moderno (2016)
Sergio De Loof fue un artista mediador, generó y abrió espacios, vínculos, interrelaciones, tramas y caminos para otras personas y comunidades del ámbito del arte y mucho más allá. Fue así que a unos meses de su fallecimiento muchas de esas personas se sumaron con sus anécdotas y recuerdos a la realización de un video homenaje de agradecimiento.
Lamentablemente, sólo fue conocido no más allá de su pequeño círculo de incondicionales, llegando a ser completamente ignorado por la comunidad artística y sin ninguna preponderancia más allá de la ciudad de Buenos Aires.

## Otras producciones y eventos artísticos

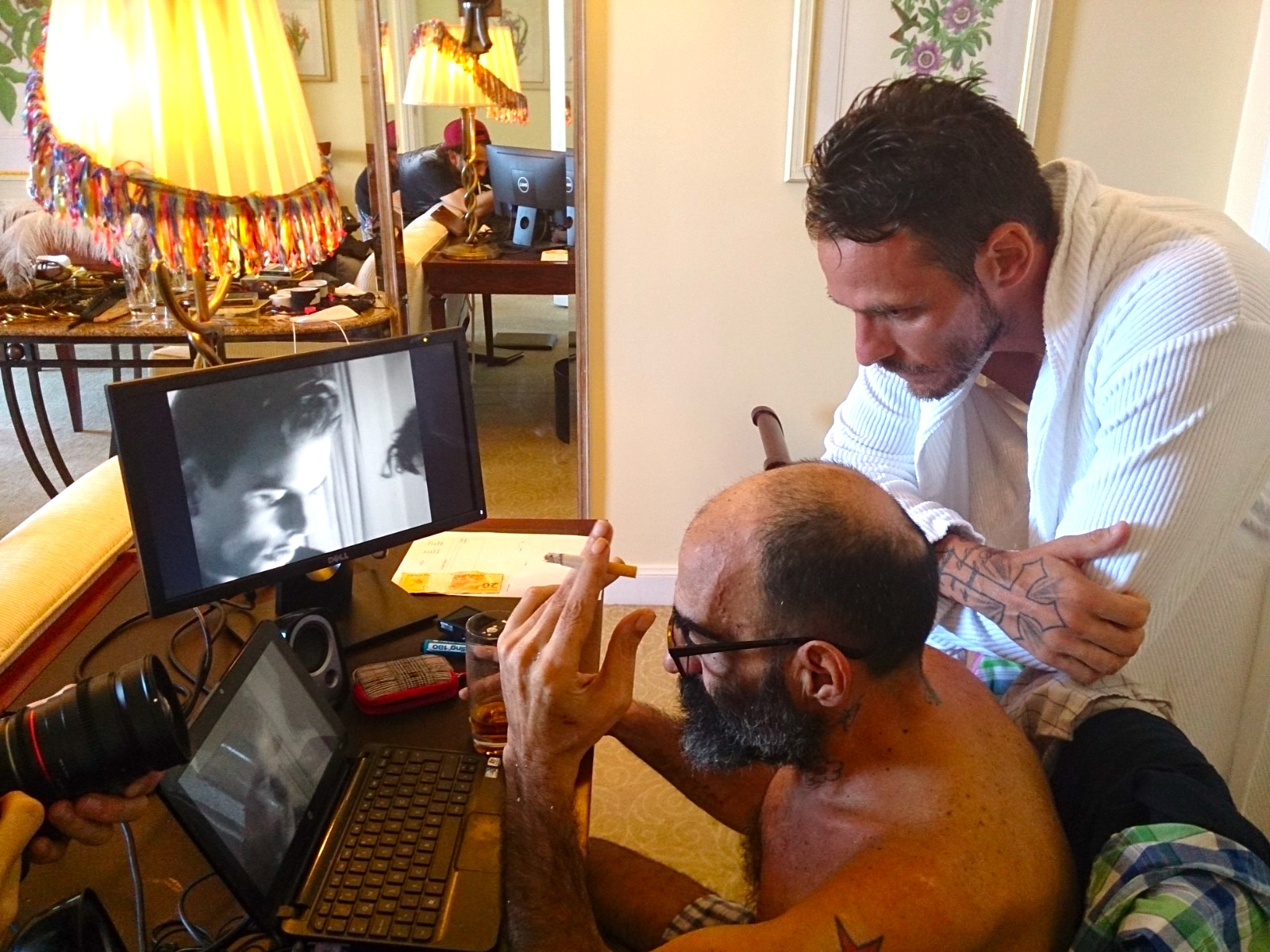
Sergio de Loof en el Hotel Copacabana Palace en Río de Janeiro durante el rodaje de la película Copacabana Papers (2018)

### Pintura
Incurable, Belleza y Felicidad (2002)
Corina K, FACA (2017)

### Desfiles
Latina Winter by Cotolengo Fashion , Garage Argentino,  (1989)
Moda para soñar,  Cemento, (1989)
Pieles Maravillosas, Garage Argentino , (1990)
Encantadores vestidos, Museo de Arte Moderno de Buenos Aires MAMBA, (1990)
Los harapos de la realité,  Auditorio Centro Cultural Recoleta, (1992)
Haut Trash, Fundación Banco Patricios, (1993)
Provance, Garage Argentino, (1993)
De la Province - Patio Bullrich  (1993)
Invierno in The Beach , Ave Porco  (1994)
Fiesta Patria, Age of Comunication  (1994)
I love you baby! , Fundación Banco Patricios, (1994)
Winter for Men – Discoteca Puente Mitre (1995)
Camouflage, Fundación Banco Patricios (1995)
Les Trois Divertissements, Black Trash, Filo Pizzeria Gourmet  (1997)
Les Trois Divertissements, Trash Future, Filo Pizzeria Gourmet  (1997)
Les Trois Divertissements, Pure interior, Filo Pizzeria Gourmet (1997)
Laguna, El Living  (1997)
As noches muchachos, Fundación Banco Patricios (1998)
Torta de barro, Galería Alianza Francesa  (1998)
Cisnes, Centro Cultural San Martín (1999)
Guau!, Fundación Proa  (2000)
Winter , Galería Ruth Benzacar  (2001)
La Comadre, MALBA  (2001)
North Beach – Bosques de Palermo – 2002
Muy cerca – MALBA –  2002
El viento – 7.ª Bienal del Mercosur – 2009

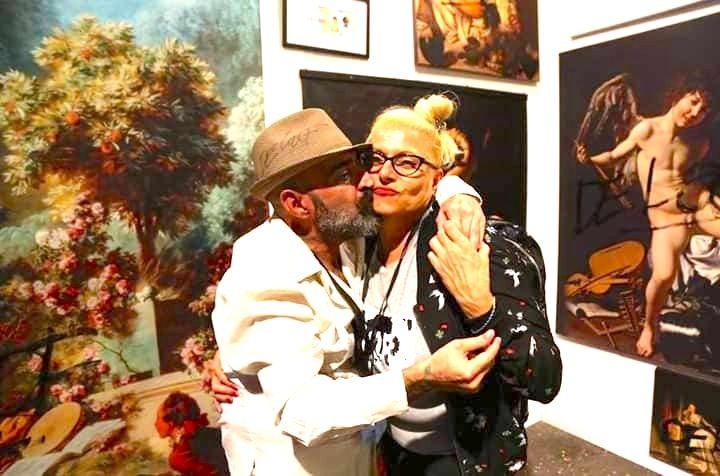
Sergio de Loof con Laura Bastet en ArteBa (2018)

La tierra,  ArteBa  (2010)
Joyagato, Agatha Costure  (2015)

### Performance
Tríptico, Teatro El Vitral (1985)
La Pasión, Ficción Disco, Goethe Institut (1991) 
Surmenage, Centro Cultural Recoleta (2016) 
TRUCHA, La Guillotina, Galería Revolver (2017) 
Copacabana, La Guillotina (2017-2018)
PERFUCH 4K, UV estudios, diciembre de 2019

### Teatro
Werther, Goethe Institut (2000) 
Coqueluche, Comedia Musical 

### Local comercial
La Victoria (2001)

### Revistas
Revista Wipe (1997 a la fecha) 
Revista Pis de Gato

### Libros
Panadería y Confitería La Moderna, Editorial Edigraf (2002) 
El Buscador I, Editorial Helen & Benne (2004-2005)
El Buscador II, Editorial Grupo Gráfico Norte (2007)
Perdón, Editorial Mansalva (2020)

### TV
Wipe TV, (1998)
Navidad, Desfile de Vestidos de Papel para el Programa de Susana Giménez, Telefé 
Teté Coustarot, Decoración Programa Teté Coustarot
El Club del Arte, Especial Sergio de De Loof por Daniel Abate (2010)

### Radio
Super Top, conducción (2003)

### Eventos – ambientaciones
Style Consulting Cumpleaños Javier Lúquez
Homenaje a Diego A. Maradona, Hotel Hilton
La Verdad de la Milanesa, Restaurante y teatro de Antonio Gasalla, Punta del Este y Buenos Aires (1992)'
'Chocolate con Churros, Tertulia, La Victoria (2002)

### Premios
La Tijera Dorada, El Dorado (1992)